# Вулиця В'ячеслава Галви (Черкаси)
Вулиця В'ячеслава Галви — вулиця в Черкасах.

## Розташування
Починається від вулиці Анатолія Лупиноса і простягається на південний захід до проспекту Хіміків.

## Опис
Вулиця неширока, асфальтована.

## Походження назви
Вулиця утворена 1961 року і названа на честь Семена Руднєва, Героя Радянського Союзу. 22 лютого 2016 року вулиця була перейменована в сучасну назву.

## Будівлі
Вулиця в основному забудована приватними будинками, багатоповерхівки є лише в кінці вулиці по лівому боці, та один будинок праворуч на початку. Між вулицями Чайковського та Чиковані ліворуч знаходиться територія Черкаської міської лікарні № 3.